# Charles Fontaine (1514)
Pour les articles homonymes, voir Fontaine.
Charles Fontaine est un poète et traducteur français du XVIe siècle.
Né à Paris en 1514, il s’installe par la suite définitivement à Lyon, ville majeure du monde des lettres, et évolue ensuite dans le milieu lyonnais de la Renaissance en tant que poète reconnu. Auteur prolifique, particulièrement d’une poésie d’adresse, il est entre autres l’auteur de la Contr’Amye de Court ou des Ruisseaux. Son œuvre poétique est variée, et suit notamment l’empreinte laissée par Clément Marot. Cette proximité entre les deux poètes valut l’intervention de Fontaine lui-même dans la dispute opposant Marot et François Sagon, communément appelée « la Querelle Marot-Sagon » datée de 1537. C’est par ces interventions que Fontaine parvient peu à peu briller sur la scène littéraire de l’époque. En perpétuelle recherche de mécènes, Fontaine réussit à entrer sous la protection de Jean Brinon, mécène qui est aussi connu pour être celui de la Pléiade. Fontaine entretient par ailleurs des rapports complexes avec la Pléiade, notamment avec Joachim du Bellay avec lequel il connaît des désaccords poétiques. Figure importante de la ville de Lyon, Fontaine est en lien étroit avec le Collège de la Trinité. Ce prestige du poète à Lyon est tel qu’il lui vaut en 1564 l’organisation de l’entrée du Roi Charles IX dans la ville. On ne connait pas encore sa date de mort précise.

## Biographie

### Enfance
Charles Fontaine est né à Paris le 13 juillet 1514. Il a grandi dans une maison située face à Notre-Dame de Paris. Son père serait un marchand, il se serait lié avec des personnes érudites, ce qui lui aurait permis de faire l’apprentissage de ses enfants, si l’on se fie à la description que l’on trouve dans La Contr'amye de Court. Il perd une partie de ses frères et sœurs (deux frères et une sœur Catherine qui apparait dans Les Ruisseaux, notamment dans l’Elegie sur le trépas de Catherine Fontaine. Elle meurt vers 1540). Il semble perdre très tôt ses parents. Il est envoyé à Clamart et placé sous la garde de Jean Ticier et de sa femme.
Dieu gard Clamart et Jean Ticier,

Mon gentil pere nourricier :

Dieu gard sa femme sans malice,

Qui fut ma gentille nourrice.

### Années de formation

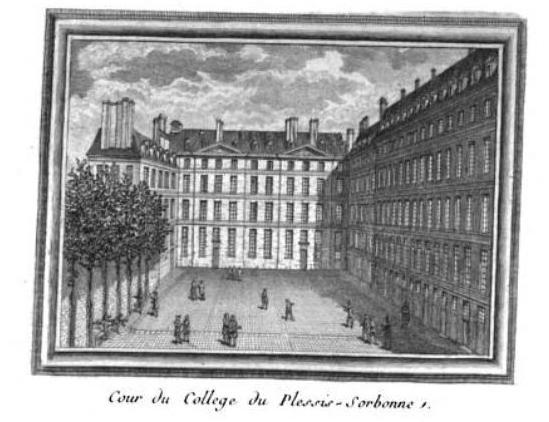
Cour du Collège du Plessis au XVIIIe siècle

Il suit des cours au Collège du Plessis. À l’âge de 16 ans, en 1530, il obtient sa maîtrise ès art. Il semble y avoir, si l’on se fie à Richmond Laurin Hawkins, une prépondérance de l’enseignement scolastique. Fontaine lui-même l’indique dans Les Nouvelles et Antiques Merveilles, « Ode pour Dieu gard à la ville de Paris », stance 6 :
Dieu gard, par devoir et pour rente,

Le Pleisis que j'ayme et je prise :

Ou, bien jeune, Tan cinq cens trente,

Je receu l'honneur de maistrise.
C’est également en 1530 que François Ier crée le Collège de France et les lecteurs royaux. Fontaine semble avoir une grande admiration pour Pierre Danès, l’un des lecteurs royaux en langue grecque et il semble qu’il ait assisté à ses lectures, ainsi qu’à celle de Jacques Toussain, François Vatable, Agathius Guidacerius (Agacio Guidacerio) et Oronce Fine, comme des références le prouvent dans La Fontaine d’Amour de 1545. Très rapidement, il préfère l’état de poète à celui d’avocat, en dépit des recommandations de son oncle, Jean Dugué, avocat, essayant de le dissuader du choix de cette voie. Cet échange se trouve consigné dans Les Ruisseaux, « Charles Fontaine à son oncle Maistre Jean Dugué, advocat en Parlement de Paris », ainsi que le regret postérieur de Fontaine, regret donnant finalement raison à son oncle :
Car mieux vault gaing que de philosopher

A gens qui ont leur mesnage a conduire.
Ou bien encore :
Le naturel d’un enfant n’obtempere,

Et ne se vaine par oncle, ne par père.
Dans la première moitié des années 1530, il écrit son premier recueil connu : Espitres, Chantz Royaulx, Ballades, Rondeaux et Dixains faictz a l’honneur de Dieu (manuscrit conservé à La Bibliothèque de la Vaticane). Les pièces de ce recueil, composées en 1531 et 1536, dressent un portrait d’un Fontaine assez pieux, peut-être tenté par l’évangélisme. D’ailleurs, il y traduit des textes sacrés bibliques en français : se profile alors son futur travail de traducteur.
En 1534, il soutient la cause de Clément Marot dans la querelle (1534-1537) l’opposant à François Sagon. Fontaine commence à se créer une identité littéraire avec sa participation à la querelle.
Fontaine reçoit également de premiers éloges à cette époque, à travers des vers et œuvres poétiques. Lui-même se prête alors au jeu pour certaines personnalités qu’il apprécie. Il s’agit en effet au XVIe siècle d’une pratique poétique courante : la poésie d’adresse. Il reçoit donc des éloges de la part de poètes néo-latins comme Nicolas Bourbon (Borbonius), Jean Voulté, dit aussi Johannes Vulteius et que l’on trouve aussi sous l’appellation de Jean Visagier, personnalités avec lesquelles il n’est pourtant pas nécessairement familier. Certaines personnalités comme Gilbert Ducher sont des amis plus proches, comme le suggère une pièce du poète néo-latin adressée à « Carolum Fontanum Parisiensem ». Fontaine également lui rend hommage dans son œuvre. De même, il fait l'éloge de Pierre Saliat dans un quatrain « M. Saliat qui a traduit Herodote de grec en françois ». Notons aussi la connaissance qu’eut Fontaine d’Antoine de Crussol, dont il recherche le mécénat et auquel il adresse un passage de sa lettre dédicatoire des Epistres d’Ovide. De même, il fut en relation avec Denis Sauvage, « Sieur du Parc », et historiographe d’Henri II, Fontaine lui adresse des épigrammes et Sauvage lui offre un épithalame pour son premier mariage, « Eclogue pastoralle sur le mariage de maistre Charles Fontaine, Parisien, et Marguerite Carme, Lyonnoise ».
C’est également l’époque où Fontaine cherche des protecteurs et des mécènes. Fontaine en recherche un en la personne même de François Ier auprès duquel il semble ne pas avoir grand succès. Il semble avoir davantage de crédit auprès du Duc d’Orléans (Charles II d’Orléans), fils de François Ier. Il tente aussi d'attirer l'attention de Renée de France.

### Premiers voyages et installation à Lyon

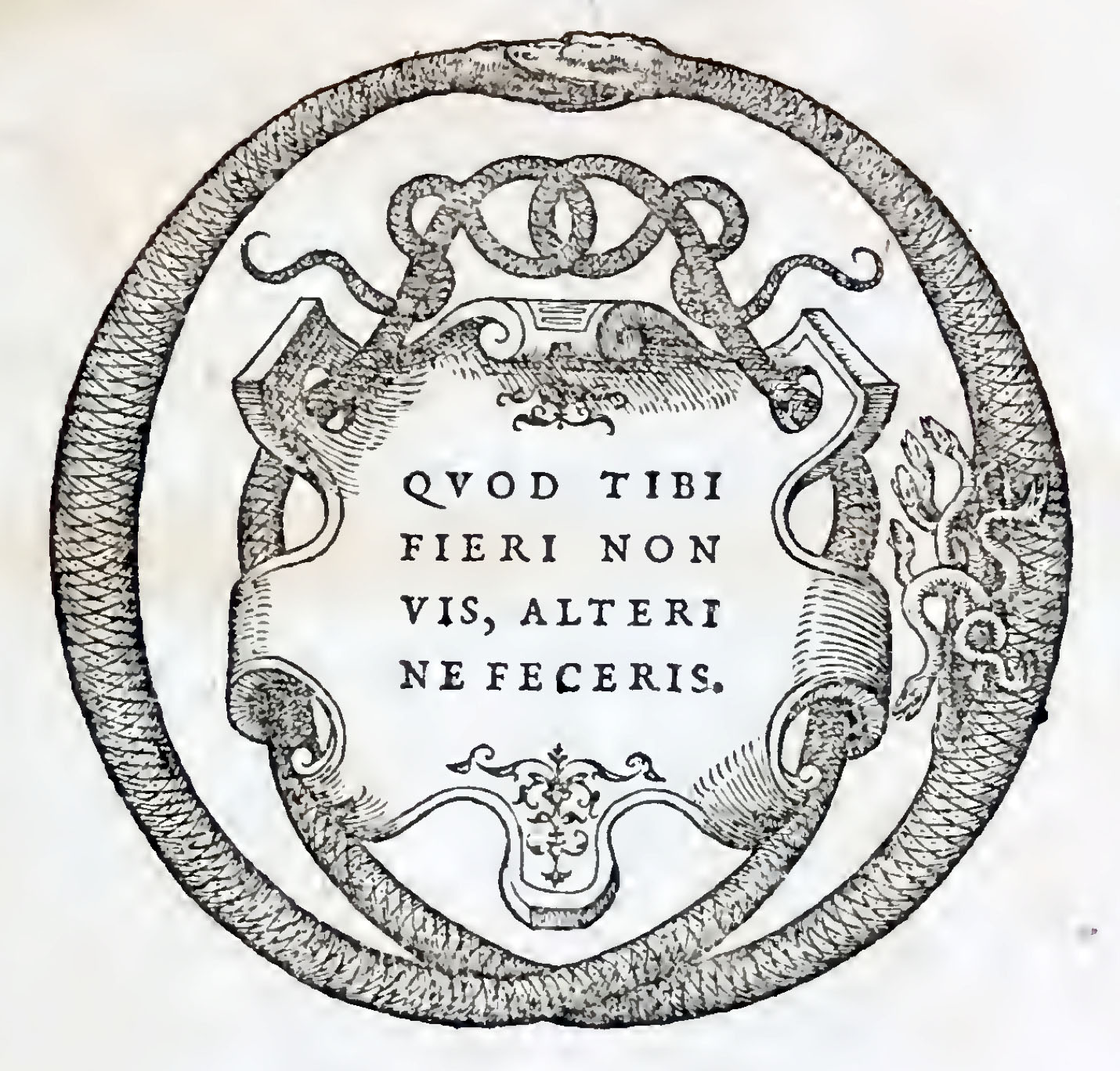
Emblème de Jean de Tournes

À Lyon, Fontaine noue rapidement des liens avec le milieu des imprimeurs, il est désigné comme « relecteur d’imprimerie». Il présente une grande proximité avec François Juste, Jean de Tournes et Guillaume Rouillé (ou Roville) pour ses publications, mais aussi avec l’enseigne du Rocher, menée par Sulpice Sabon et Antoine Constantin. Ses liens sont étroits avec Jean de Tournes, puisqu'il en dit :
Tout ton faict si bien tu atournes

En ton art, et d'un esprit meur,

Que si voulois estre imprimeur,

Je vouldrois estre Jean de Tournes.
La première apparition littéraire de Fontaine à Lyon, même si l’on ne connait pas avec exactitude la date de son arrivée, daterait de 1537. C’est grâce à certaines interventions littéraires que cette date peut être avancée. En effet, il répond à un ouvrage attribué à Almanque Papillon, La Victoire et Triumphe d’Argent contre Cupido, dieu d’Amour, publié par François Juste, dans lequel les deux auteurs mettent en scène un débat et prennent chacun un parti. De même, la Préface d’une traduction de Lucien par Jean des Gouttes est très probablement une dédicace à Fontaine, l’épitre dédicatoire lui serait adressée. C’est donc par le biais des imprimeurs que Fontaine est introduit à Lyon. Fontaine ne se fixe pas immédiatement à Lyon et se rend en Italie. Le premier voyage de Fontaine pour l’Italie se fait pour des raisons militaires, en 1539-1540. Il aurait suivi un « belliqueur ». Hawkins émet l’hypothèse qu’il s’agirait de Guillaume du Bellay, gouverneur du Piémont entre 1539 et 1541, mais les éléments sur ce voyage restent parcellaires, d’autant que le gouverneur du Piémont à partir de septembre 1539 semble être Claude d’Annebault qu’il mentionne comme une rencontre de son voyage. Il rencontre également François Errault, seigneur de Chemans, nommé par François Ier comme Président du Parlement de Piémont en 1539. « M. Danebault, lieutenant pour le en Piedmont. » Et, « M. de Chemant, president de Piedmont. » Il passe par Turin et Pavie, puis arrive à Ferrare en 1540 où il tente de s’attirer les bonnes grâce de la Duchesse de Ferrare, Renée de France, mais il n’y parvient pas. Il y rencontre Clément Marot et Lyon Jamet, ce dernier même lui offre son aide, que décline Fontaine.
Quand la bourse me presentas,

Et vuidant d'escus un grand tas,

Tu me dis qu'a mon gre j'en prinsse,

Foy d'homme, c'estoit fait en prince :

Mais quand alors je n'en prins point,

Je te pry, respond moy d'un point,

Ami, exemple de tout age,

Fus je sot, ou si je fus sage.

### Les années 1540

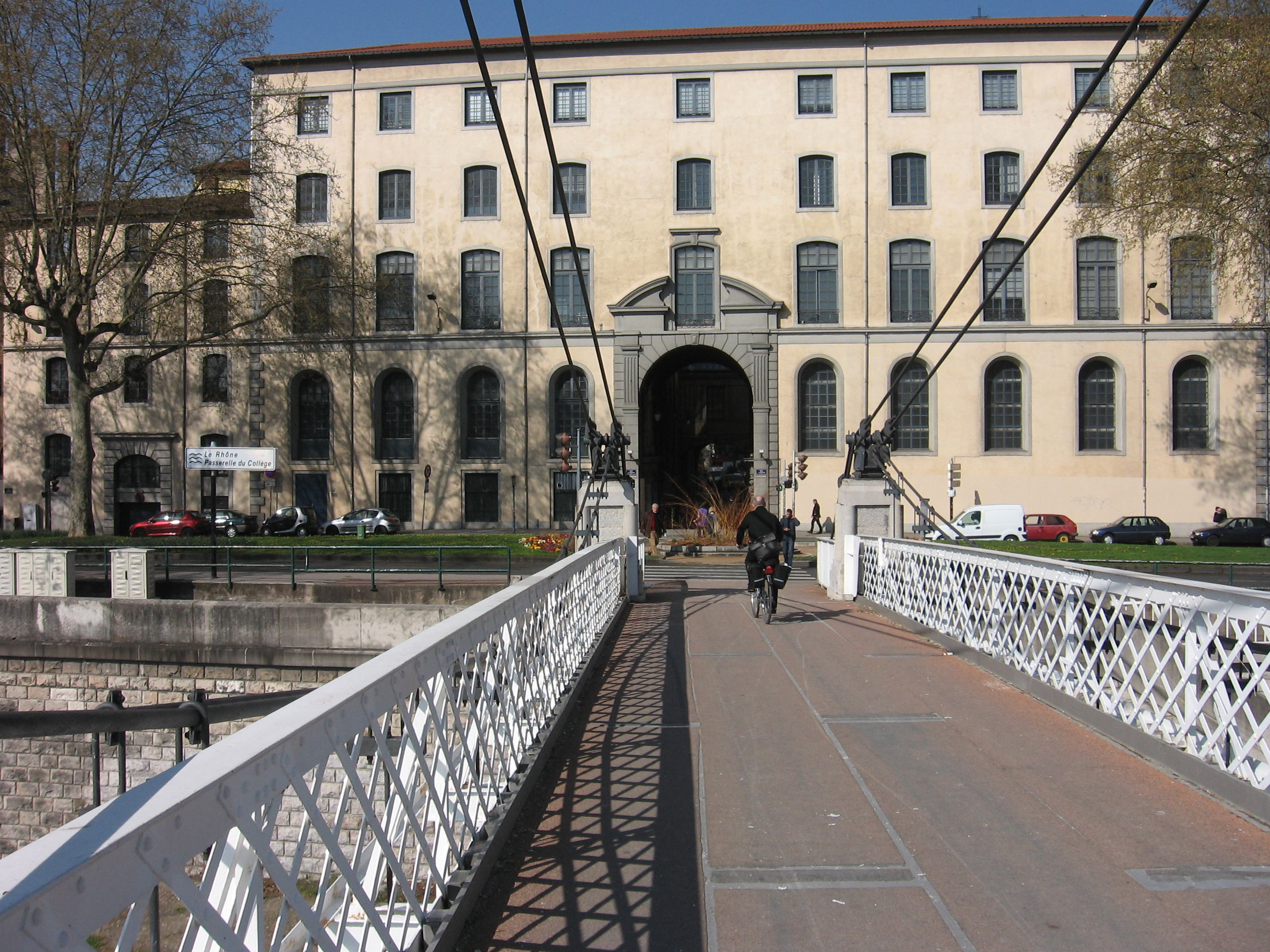
L'actuel Collège-Lycée Ampère, anciennement Collège de la Trinité, vu depuis la Passerelle du collège sur le Rhône.

Il quitte l’Italie et rentre en France, à Lyon. Il ne retourne pas vivre à Paris. Fontaine s’installe à Lyon en 1540 où il est professeur au Collège de la Trinité (actuel Collège-Lycée Ampère). Il épouse Marguerite Carme qui meurt assez rapidement en lui laissant un procès avec sa famille où il semble que Fontaine perde sa fortune.
Ores je suis sur point de partement,

Pour saluer le hautain Parlement,

Duquel l'arrest j'espère et je désire

Dedans le mars : mais qu'il ne me soit pire

Que la sentence a esté par deçà,

Que le conseil à mon dressa.
Ou bien, faisant état de sa pauvreté dans « A Monsieur le Baron de l'Espinasse » aussi dans Les Ruisseaux :
Et que ne puis, par faulte de monnoye,

Livres avoir soit en prose ou en vers.
Le peu d’information à son égard laisse supposer qu’il s’agit d’un mariage malheureux. La seule allusion se trouve dans Les Ruisseaux, « L’auteur invitoit six de ses amis Lyonnois à ses premières noces » :
Et s’allier avec la Marguerite,

Que luy avoit ce beau champ cy produite.
Il prend place sur la scène poétique. Ces années sont cruciales pour l’œuvre poétique de Fontaine, il fonde l’essentiel de sa veine poétique sur le domaine français et néo-latins.
Il y rencontre aussi de nombreuses personnalités littéraires de l’époque, Maurice Scève, Barthelemy Aneau, Antoine du Moulin et Étienne Dolet. D’ailleurs, Dolet ne semble pas étranger au lancement de sa carrière poétique, puisque ce dernier le cite dans la préface de son Avant-Naissance, traduction en date du 1540 du Genthliacum de 1539. Ainsi, entre 1536 et 1539, il rencontre l’essentiel de son cercle littéraire, qui l’accueille ensuite à son retour d’Italie.
Fontaine acquiert à cette époque une grande notoriété en prenant part à la querelle des Amyes (1537-1544). En effet, il répond par un texte, la Contr’Ayme de Court en 1543, à L’Ayme de Court de Bertrand de La Borderie, ce qui lui permet également d’affermir ses amitiés autant que ses qualités littéraires.
Après la mort de Marguerite Carme, il épouse une certaine « Flora » en 1544. C’est un mariage heureux : un grand amour en découle, et elle joue le rôle de muse pour de nombreux poèmes. Il fait mention de ce mariage dans un court poème, « L'Auteur fait mention de ses secondes nopces ». Ils ont ensemble huit enfants.
L'an mil cinq cens quarante quatre,

Au court moys (qui or long sera,

Et sa rigueur délaissera)

Fut pour en bonne amour s'ébatre

Lié Fontaine avec Flora :

Car trop flétrissant demoura

Sa Marguerite (amour première) :

Done au printemps s'enamoura

De Flora, florissant, non fière.
Concernant ses enfants :
Aussi les cieux l'ont fortuné,

Et se montrans larges donneurs,

De beaux enfans luy ont donné,

Des enfans qui font ses honneurs.
D’ailleurs, on trouve certains de ses poèmes adressés à ses enfants, comme « Françoise Fontaine, petite fille de l’auteur » dans Les Ruisseaux et son fils, Jean.
Dans Les Ruisseaux également, René, son cinquième enfant, est évoqué dans l'« Élégie sur le trespas de René, cinquiesme enfant et tiers filz de l’auteur ».

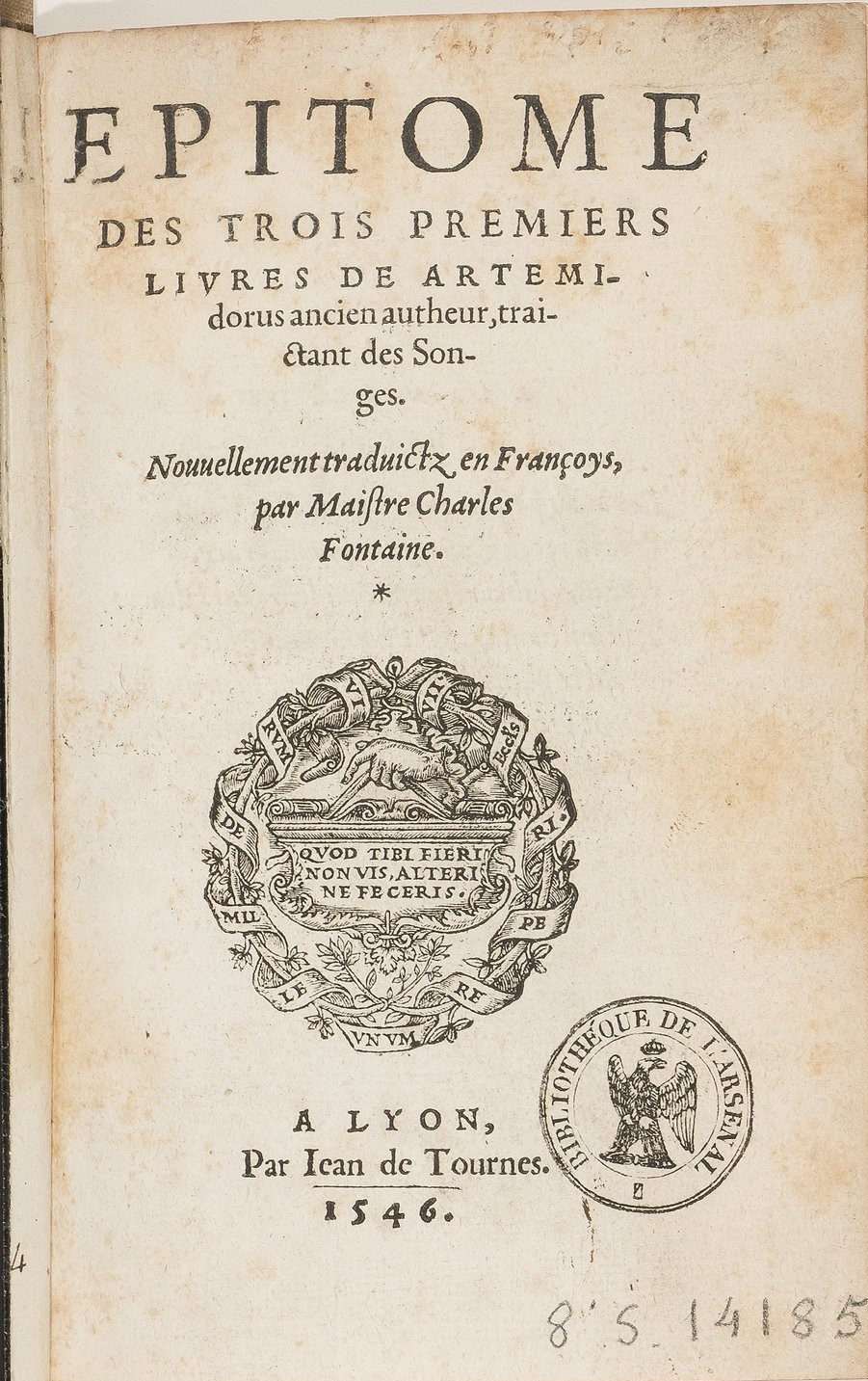
Traduction de Charles Fontaine d'Artémidore en 1546 à Lyon.

Marot meurt en 1544. Fontaine édite alors les œuvres de ce dernier, entre 1549-1551, et se proclame son héritier. Il reprend d’ailleurs une partie des formes poétiques du poète, formes dites « marotiques ». Il s’agit d’une affiliation poétique, de « maistre à disciple ».
Dès 1545, Fontaine fait publier La Fontaine d’Amour chez Jean de Tournes, et un recueil d’Estreines en 1546. Fontaine se fait également connaitre dans ces années par ses traductions, des Épitres de Saint Paul, le De Praedestinatione Sanctorum d’Augustin, des élégies de Catulle, des traductions du poète latin Martial, qui figurent dans le recueil La Fontaine d’Amour. Il est également connu pour sa traduction des trois premiers livres du traité des songes d’Artémidore de Daldis, publiés sous le titre Epitome des trois premiers livres d’Artémidore (1546), dans une première édition, et augmenté dans une seconde édition, L’Épitome des cinq Livres (1555). Mais aussi, de manière non avouée, Fontaine traduit dans deux épigrammes de La Fontaine d'Amour le poète Jacopo Sannazaro.

### Les années 1550
Fontaine publie en moyenne un ou deux ouvrages par an dans les années 1550. Il quitte l’atelier de Jean de Tournes et rejoint celui de Guillaume Rouillé (ou Roville). Dès 1550, il produit une édition des Œuvres de Clément Marot, de Cahors, vallet de chambre du Roy, revues et augmentées de nouveau. C’est également une œuvre de Guillaume Rouillé que Fontaine traduit du latin au français, le Promptuarium iconum insigniorum (en français, Promptuaire des médailles des plus renommées personnes), ouvrage d’iconographie, représentant d’illustres personnages, accompagné d’une courte biographie. Il est publié pour la première fois en 1553. Les médaillons sont des gravures sur bois que l’on doit à l’artiste piémontais George Reverdy.
On peut noter que c’est à cette époque que Fontaine se positionne par rapport à la Pléiade, notamment par le soutien et la proximité qu’il entretient avec Guillaume Des Autels. Il se rapproche d’autres éditeurs pendant cette période, comme Jean Temporal chez lequel il fait paraitre en 1552 une traduction des élégies d’Ovide (1552 et 1556), sous le titre Les Epistres d’Ovide nouvellement mises en vers Françoys par M. Charles Fontaine Parisien pour laquelle il a obtenu un privilège en son nom. Obtenir le privilège un privilège en son nom est chose peu commune à cette époque et peu une nouvelle fois faire valoir la notoriété de Fontaine.
On retrouve ensuite Charles Fontaine auprès des imprimeurs Thibaut Payan et Jean Citoys. Il publie à cette époque essentiellement de la poésie. À ce titre paraît en 1554 chez Jean de Tournes Les Figures du Nouveau Testament. C'est chez Thibaud Payan en 1555 que paraissent Les Ruisseaux.
Vends mes vers, possible immortelz,

Payen de nom, Chrétien de faict :

Et pleust or à Dieu en effect

Que tous les Payen fussent telz.

Charles Fontaine,

À son compère Thibault Payen,

Libraire chez qui se vend le présent livre.
De même, il publie chez cet éditeur les Odes, enigmes et epigrammes et l’Ode de l’Antiquité et excellence de la ville de Lyon, en 1557.
On lui doit encore à cette époque trois traductions : Les Sentences du poete Ausone, sur les Dits des sept Sages (1558), Les Mimes de Publian et Les Dits des sept Sages. Ensemble plusieurs autres sentences latines, extraites de divers, bons et anciens Auteurs (1557).

### Les dernières années

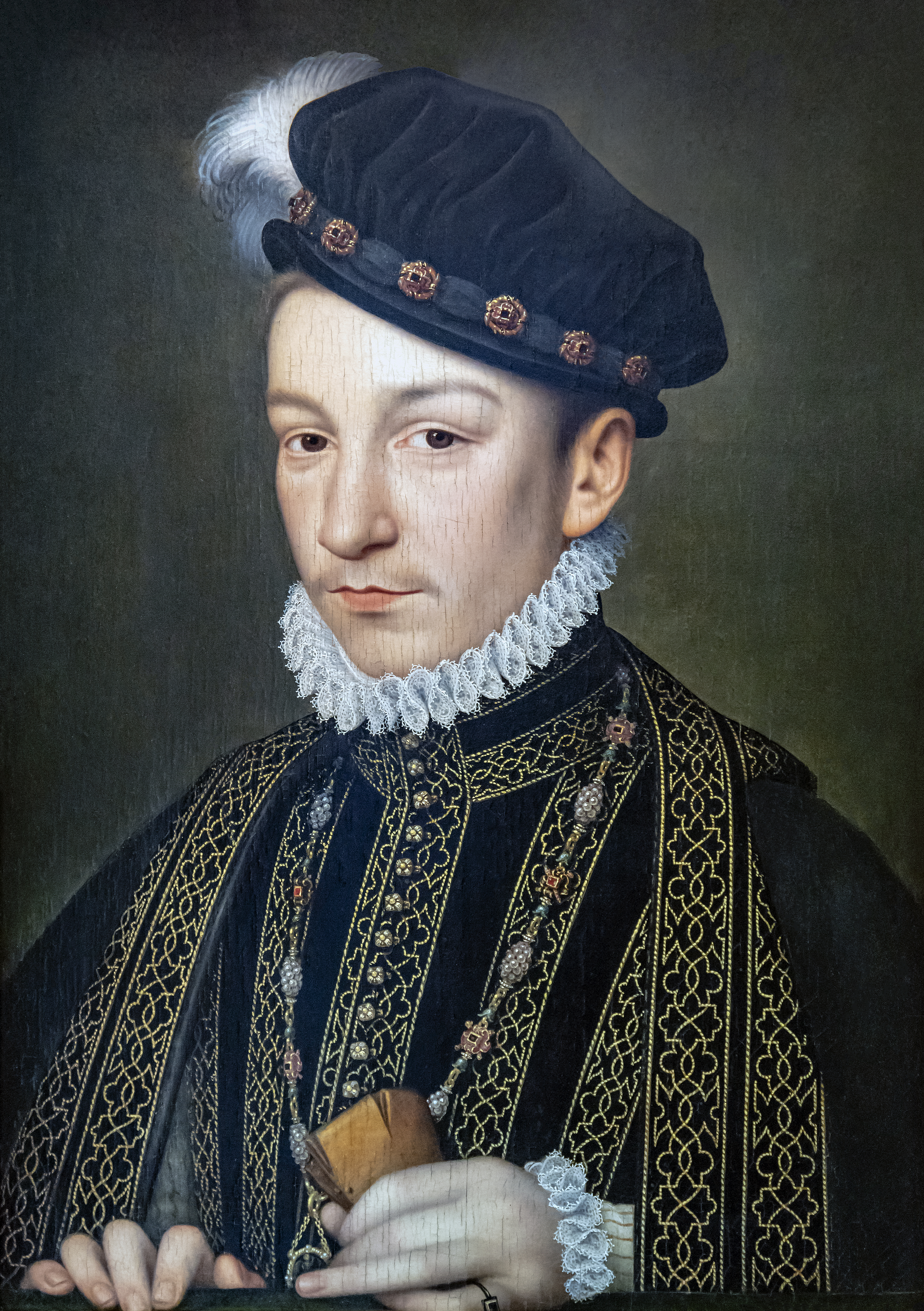
Charles de France, d'après François Clouet, huile sur bois, Versailles, musée national du château.

Les informations concernant ses dernières années sont parcellaires et peu nombreuses. En juin 1555, il accepte la charge de régent du Collège de la Trinité, fonction qu’il occupe pendant quelques semaines. Sa dernière publication serait la Salutation au roy Charles IX. On suppose qu'il aurait contribué à l'organisation de l’entrée de Charles IX à Lyon en 1564.
Ton grand Lyon t'attendoit en automne,

Roy très humain, laissant face félonne

Que luy avoit donne ce cruel Mars,

Qui tourmentoit ta France en toutes parts :

Mais tout ainsi qu'après le dur yver

Le doulx printemps nous voyons arriver,

La douce paix après la rude guerre

Vient resjouir ta plantureuse terre.
On perd ensuite sa trace.
Hawkins pense que Fontaine meurt probablement entre 1564 et 1570, mais il émet l’hypothèse qu’il soit encore vivant en 1580, car une nouvelle pièce, Sonnet acrostichic sur la transmigration des bonnes lettres d’Athènes et Rome, ès personne des Héroïdes d’Ovide, ne possédant pas d’auteur, apparait dans l’édition de 1580 des Epistres d’Ovide. Une autre hypothèse de l’Abbé Goujet soutient que Fontaine serait encore en vie en 1588, date à laquelle est publiée une quatrième édition de La Fontaine d’Amour. En réalité, il n’en est rien, car l’Abbé Goujet confond deux œuvres : La Fontaine d’Amour et Le Jardin d’Amour. Mais cette édition daterait de 1572, et une édition post-mortem n’est pas à exclure. Si rien ne peut être vérifiée, cela pourrait sous-entendre que Fontaine pourrait être encore en vie au moins en 1572.

## Charles Fontaine, poète querelleur
Les trois premières publications en tant que poète de Fontaine sont fondées sur des querelles, comme la querelle entre François Sagon et Clément Marot ou bien encore la « Querelle des Amies ». Être querelleur relève certainement d’une stratégie volontaire du jeune poète, puisque c’est par le biais de ces interventions que Fontaine tente de s’inscrire dans une communauté poétique. Le temps des querelles est donc pour Fontaine le moment propice pour se créer un ethos poétique de « jeune conquérant » tout en affirmant ses affiliations poétiques avec Clément Marot. À ce titre, le choix même de l’imprimeur, François Juste, pour ses premières publications est révélateur. Choisir Juste comme imprimeur, c’est déjà s’inscrire dans une communauté poétique, puisque ce dernier est lui-même en liens étroits avec Marot et Étienne Dolet.

### La Querelle Marot-Sagon

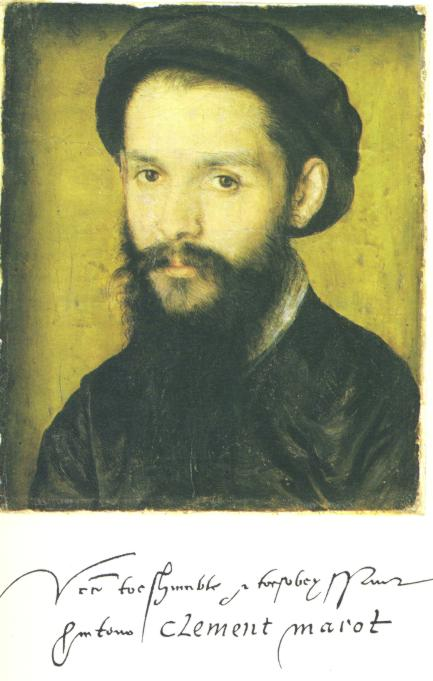
Clément Marot, portrait présumé par Corneille de Lyon (1536).

Jeune et plein d’ambition, Charles Fontaine marquera ses débuts dans le champ poétique grâce à la fameuse, et vindicative, querelle opposant deux poètes : Clément Marot et François Sagon.
Cette querelle débute précisément le 16 août 1534, date à laquelle les deux poètes assistent au mariage de la sœur d’Henri d’Albret, Isabeau, et René de Rohan, cérémonie célébrée à Alençon sous le patronage de la Reine de Navarre. En honneur à cet évènement, Marot, poète reconnu, compose une épître intitulée Epître présentée à la Royne de Navarre par madame Isabeau et deux autres damoyselles habillées en amazones en une mommerie. Dans ce poème, la tendance de Marot au protestantisme semble trop claire, puisque cette dernière irrite Sagon au plus haut point. Sagon se lance de fait dans un flot de sévères critiques à l’égard de Marot et de son épître. Injurié, Marot y répond par un coup de poignard. Que le coup ait porté ou non, cela démarre la querelle opposant les deux poètes. Le contexte religieux de ces années 1530 est à considérer : le schisme entre catholiques et évangéliques se fait de plus en plus marqué, comme le prouve la fameuse Affaire des Placards. La protection loyale et fidèle de François Ier envers Marot ne suffit plus, la charge d’hérésie dont il est accusé est trop lourde : ce dernier se voit forcé à l’exil. Fatigué de l’exil, Marot tente peu à peu de reconquérir les faveurs de François Ier par le biais de poèmes louant le Roi tout autant que contredisant les accusations dont il fait l’objet.
C’est à ce moment que Sagon, rancunier de l’attaque vécue et en quête de faveur poétique, publie ces premiers textes à l’encontre de Marot encore exilé à Ferrare : en 1536 est publié un petit volume de rondeaux, épîtres, chants royaux, intitulé Le Coup d’essay de Françoys de Sagon, secrétaire de l’abbé de Sainct Ebvroul, contenant la responce à deux épistres de Clément Marot retiré à Ferrare, l’une adressante au Roy très chrestien, l’autre à deux damoyselles seurs. C’est dans le Coup d’essay que Sagon, sous le signe des insultes ad hominem (puisque Marot, « Le Prince des Poètes », devient ici, « le Prince des marmotz »), réitère ses accusations d’irréligion de Marot.
Marot toujours en exil après cette violente attaque choisit la voie du silence comme défense. Mais deux de ses fidèles amis et disciples organisent et participent à une défense poétique de l’exilé. Bonaventure des Périers, valet de chambre de Marguerite de Navarre et collaborateur d’Étienne Dolet, en est le premier, et fait sonner un appel aux poètes loyaux de toute la nation afin de défendre Marot tout en implorant le pardon du Roi à son encontre.
Un seul, avant d’être rejoint plus tard par une grande quantité de poètes comme Nicole Glotelet (pseudonyme de Claude Collet), entendit à ses commencements cet appel : Charles Fontaine. C'est à cette occasion que Fontaine se rapproche certainement de Marot, comme le suppose Richmond Laurin Hawkins du fait de la présence d’un dizain intitulé dans Les Ruisseaux « A Clément Marot, quand l’auteur alloit disner avec luy » :
J’e n’ay veu ton pareil encor

En douceur de rime françoise :

Car, ami Marot, autant qu'or

Plus qu'autre métal luit et poise,

Tes vers françois en douce noise

Vont surpassans le stile antique.
La présence imprimée de Fontaine dans cette querelle est visible dans le recueil Les Disciples et amis de de Marot contre Sagon, La Hueterie et leurs adherentz, publié à Paris chez Jean Morin en 1537. Ce recueil est un rassemblement de différents textes du clan des « Marotteaux », qui s’attèle à la défense de Marot tout en incriminant Sagon et ses vassaux (qui par ailleurs, écrivent aussi leur propre recueil de défense : La Deffence de Sagon contre Clément Marot).A ce titre, Fontaine et son « Epitre à Sagon et à la Hueterie » cherche en effet à ébranler le clan opposé, notamment La Hueterie et Sagon comparés à « deux secrétaires » et dont les talents de rimeurs sont remis en cause :
Quant j’ay bien leu ces livres nouvelletz,

Ces chants royaulx, épistres, rondeletz,

Mis en avant par noz deux secrétaires,

Qui en rymant traictent plusieurs affaires,

Je leur escry par moyen de plaisir,

Sans leur vouloir ne mal ne desplaisir :

Car raison veult que je les advertisse

Qu’ilz n’ont pas eu du poète notice,

Qui dit qu’on doit garder ses vers neuf ans,

Pource qu’on doit craindre flottes et vens

Lors qu’on transporte et qu’on mect en lumière

Des escrivains leur ouvrage première :

Laquelle il fault reveoir diligemment,

Et de plusieurs avoir le jugement.

Celluy est sot, qui son imparfaict œuvre

A toutes gens impudamment desoeuvre…

C’est commun dict, on ne faict rien qui serve,

Quant on le faict bongré malgré Minerve.
Fontaine semble aussi pointer du doigt la facilité, la couardise dans laquelle Sagon et La Hueterie se complaisent, puisque d’après ce dernier, il est aisé d’attaquer l’absent qu’est Marot :
Facilement, et sans prendre grand soing,

On dit du mal de celluy qui est loing,

Que l’on pourroit avoir en révérence

Pour son sçavoir, quand il est en présence.

Quant telles gens se cuydent avancer,

Lors on les voyt tant plus désavancer.

Il ne fault pas par moyen déshonnete

Penser venir a quelque fin honneste.
« L’Epître à Sagon et à la Hueterie » est considérée comme étant l’une des premières œuvres publiées de Charles Fontaine. Il s’agit donc d’une de ses premières interventions sur la scène poétique. Jeune, ambitieux et talentueux, ce choix d’apparaître dans une querelle, outre le fait de protéger un ami mal en point, relève donc d’une stratégie de marquer le plus possible le champ poétique autant que d’agrémenter sa persona d’une affiliation poétique en tant que réel et officiel disciple de Clément Marot.
Il est à noter aussi que ces querelles peuvent être perçues, malgré cette violence verbale, religieuse et politique, comme un exercice poétique d’une « communauté » qui est séparée en deux camps et répartis en affinités. Ainsi, « Mais ces gestes avant tout politiques ne doivent pas faire oublier que les conflits poétiques obéissent aussi à un principe plus récréatif, plus ludique, qui relève de l’exercice rhétorique ».
| « Les Marotins »               | « Les Sagotins »             |
| ------------------------------ | ---------------------------- |
| Charles Fontaine               | Charles Huet dit La Hueterie |
| La Borderie                    | Mathieu de Vauzelles         |
| Claude Collet/Glotelet         | Nicolas Denisot              |
| François Ferrand               | François Roussin             |
| Jacques de Marbrée             |                              |
| François Gaucher               |                              |
| Benedict de Serhisay de Saumur |                              |
| Edmond de Noue                 |                              |
| Almanque Papillon              |                              |
| Bonaventure des Périers        |                              |
| Christophe Richer              |                              |
| Calvi de la Fontaine           |                              |
| Victor Brodeau                 |                              |

### La Querelle des Femmes
En 1537 à Lyon paraît de manière anonyme un pamphlet, chez François Juste, attribué habituellement depuis Brunet à Almanque Papillon (poète et valet de François Ier), La Victoire et Triumphe d’Argent contre Cupidon, dieu d’amours, n’aguières vaincu dedans Paris.
Ce poème appartient à une vaste catégorie de textes misogynes, catégorie ayant connu son apogée entre la fin du Moyen Âge et la première moitié du XVIe. En effet, c’est dans la lignée des auteurs médiévaux de fabliaux, tels que Jean de Meung, que Papillon se situe. Ce même poème fait état du rapport entre l’argent et les femmes de Paris à la Renaissance, dont pour Papillon, les deux sont indissociables, comme cela se devine par le pouvoir absolu que Dieu Argent a sur les femmes. Ce texte, et la réponse de Fontaine qui suit, s’inscrivent dans la dite « Querelle des Femmes », débat débutant avant même le XVIe, et qui connaît une nouvelle vigueur dans les années 1530.
Fontaine y répond promptement par un petit texte : Reponse faicte à l’encontre d’un petit livre intitulé la Victoire et Triumphe d’Argent contre Cupidon, dieu d’amours, n’acquières vaincu dedans Paris. Ce texte parut en 1537, la même année que ses poèmes pour la défense de Marot dans Les Disciples et amys de Marot contre Sagon, La Hueterie, et leurs adhérentzs. La réponse de Fontaine est, sur la forme, une satire du texte source d’Almaque Papillon, entraînant le lecteur dans une cour de justice où plaident Franc Vouloir et Faulx Entendement, cour dirigée par Cupidon et Vénus eux-mêmes, et où un quidam se trouve être accusé d’une violente attaque contre le Dieu de l’Amour :
Lundi dernier je me suis mis sur les rancz

Pour aller veoir juger des différentz

Au grand palais où Cupido préside,

Et où Vénus avec leur train réside.

Là force arrest obtindrent amoureux,

Les aulcuns doux, les aultres vigoureux,

Car on plaida à ce jour à court ouverte

Au beau parquet de la grand’salle verte.

Par vray rapport entre aultres accusé

Fut un quidam de trop estre abusé

En escripvant au grand despris du juge

Qui sans faveur, les deux yeux bendez, juge.
Au contraire de La Victoire et Triumphe d’Argent contre Cupidon, Fontaine ne donne pas à son personnage Argent les mêmes pouvoirs absolus sur les femmes, bien que, comme Richmond Laurin Hawkins le souligne dans Maistre Charles Fontaine, « It is true that the Parisiennes accept money and jewels from their admirers, but nothing could be more preposterous than the idea that presents are everything in love ». À la fin de la joute de la verbale opposant deux plaideurs, Franc Vouloir et Faulx Entendement, le juge demande que lui soit amené le texte en question, et prononce une sentence sans équivoque, sentence signifiant la condamnation ferme que Fontaine fait du texte attribué à Papillon :
Comme ainsi soit qu’ait commis cest esté

Un crime et cas de lèse majesté

Ce composeur encontre moy son prince,

Banny sera de toute ma province :

Son livre aussi (le tout bien calculé)

Publiquement sera ars et bruslé :

Pareillement pour la faulte et traficque

De l’imprimeur tous ses biens on confisque.

Oultre il est dict que ce faulx blasonneur

Réparera aux dames leur honneur,

Desquelles a mal parlé en son livre.

Que si encor telz traictez il leur livre,

Ou par brocards les picque, poinct, ou mort,

En informant sera jugé à mort.
Selon Hawkins, il semblerait que Fontaine et Papillon rejoignent, par les thèmes abordés, des poèmes d’auteurs plus anciens, comme le Temple de Vénus de Jean Lemaire de Belge, le Temple de Mars de Jean Molinet, ou encore, le Temple de Cupido de Clément Marot. Les premières publications de Fontaine aux alentours des années 1540 en tant que poète sont donc toutes influencées par le travail de Clément Marot qui lui sert de maître poétique.
Il est nécessaire aussi de prendre en considération pour comprendre au mieux cette querelle la réelle relation, hors du domaine poétique, qu’entretiennent Fontaine et Papillon. En effet, tous deux ont au préalable collaboré lors de la querelle Marot-Sagon, et sont considérés comme des « marotins » (disciples de Marot). Cet élément amène Élise Rajchenbach à émettre l’hypothèse que cette dualité entre Papillon et Fontaine n’est pas tant un duel entre deux poètes rivaux, mais peut être aussi lue « comme un exercice de style mené par deux compères qui s’amusent à mettre en scène un débat et à prendre chacun un parti – qu’ils pourraient tout aussi bien échanger. […] Le diptyque de La Victoire et Triumphe d’Argent met en scène une amitié littéraire qui s’exerce au débat poétique et amoureux, et sa publication chez Juste signe l’entrée d’un jeune homme plein d’avenir dans une communauté poétique ».

### La Querelle des Amyes
Le troisième texte publié par Fontaine est une nouvelle fois un texte lié à une querelle : celle de la dite « Querelle des Amies ». En 1543, chez l’imprimeur lyonnais Sulpice Sabon, parait La Contr’Amye de Court (à noter que Fontaine rejette l'édition précédente d'Adam Saulnier, car publiée sans son accord). Le succès de ce texte lui a par la suite valu de nombreuses rééditions : « Poème après tout qui fut si favorablement reçu à la Cour du roi François Ier, et depuis celle du roi Henri II, qu’il ne se trouve guère de ce temps-là de vers réimprimés ».
Ce texte est une réponse à la précédente Amie de Court de Bertrand de la Borderie (poète et diplomate), publiée en 1542 à Paris chez Denis Janot et Vincent Sertenas. L’amie de Court et La Contr’Amye de Court marquent le début de la « Querelle des Amies », un débat où, outre Fontaine et Borderie, les noms d'Héroët, Paul Angier, Almanque Papillon, et Gilles d’Aurigny sont présents. Ce même débat est une discussion centrée sur les thématiques de la femme et de la conception de l’amour. En effet, L’Amie de Court est considéré, malgré ses apparences, comme un texte satirique sur les femmes : le personnage de l'Amie de Court y est présentée comme une froide, calculatrice, cynique et sans cœur coquette. C'est un texte ayant pour vocation à s'opposer aux concepts du néoplatonisme en proposant une image de la femme aimée moins idéale.
C’est en tant qu’adversaire aux idéologies de Bertrand de la Borderie que Charles Fontaine entre dans ce débat avec la publication de La Contr’Amye de Court. Le texte débute sur le discours de la Contr’Amye de Court, qui expose son indignation après sa lecture de L’amie de Court. Alors, cette dernière décide de réfuter la thèse avancée par La Borderie. Pour ce faire, elle prie le Dieu de l’Amour, Cupidon, pour être le mieux possible inspirée. Ce dernier, par affection envers sa fervente croyante, apparaît devant elle et lui dit :
Or sus, fay ton debvoir

De soustenir ton honneur et pouvoir.

Je suys puissant : tu voys de toute taille

Les prisonniers que je prens en bataille.

Honnoré suys : tu voys l’hommaige et foy

Des peuples grands vers moy, qui suys leur roy.

Mon char voys plain de richesses haultaines,

Mes aesles d’or et de perlestant plaines.
La Contr’Amye de Court est reconnue pour son inébranlable fidélité en amour. Cette conceptualisation de l’amour lui vient de son père, honorable marchant, qui a passé beaucoup de temps à étudier en compagnie de différents savants, et qui a un dégoût profond pour tout ce qui ne relève pas de la vertu. Il prêche à ses deux filles constamment :
Du dieu Amour tousjours estoit son chant :

Du dieu Amour tousjours alloit preschant.

Aymez l’Amour (disoit il), mes fillettes,

C’est un grand dieu, soyez à luy subjectes :

Ce temps pendant que l’Amour aymerez,

Pendant que vous ses subjectes serez,

N’en doubtez point, Amour vous maintiendra

Heureusement, et tout bien vous viendra.
Cet extrait-ci de la Contr’Amye de Court montre selon Richmond Hawkins un écho avec le Symposium, ou plus communément appelé Le Banquet de Platon, ce même texte fondateur pour la philosophie croissante à la Renaissance du néoplatonisme. En effet, La Contr’Amye de Court est l’un des premiers textes véhiculant des doctrines néoplatoniques en littérature, des idées relatives à la philosophie du néoplatonisme, qui se développe à la Renaissance après diverses traductions de Platon et notamment de son Banquet, et qui fait état d’une idéologie du sentiment amoureux qui serait christianisé. De fait, Fontaine se trouve sur ce point être dans les premiers à répandre cette idéologie, à l'instar de Marguerite de Navarre, d’Antoine Héroët, ou bien même de Maurice Scève qui en 1544 publie Délie. Antoine Héroët est considéré actuellement comme un des précurseurs de l’idéologie néoplatonicienne notamment grâce à l’Androgyne de Platon (inspirée d’un commentaire du Banquet de Platon fait par Marsile Ficin), publiée en 1542 mais présentée de manière manuscrite à François Ier en 1536. Pourtant, Charles de Sainte-Marthe, humaniste et poète, dit dans La Poésie Françoise de 1540 en parlant d’Antoine Héroët et Charles Fontaine : « Deux en leurs sons une personne unie ».
Le rapport qu’entretient La Contr’Amye avec l’amour est donc inhérent aux préceptes répétés de son père. La Contr’Amye de Fontaine fonctionne ainsi comme un contre-exemple à l’Amie de Court de La Borderie, ce qui est particulièrement visible dans les différentes interactions que la Contr’Amye a avec l’Amie de Court dans le texte de Fontaine : « Le sot époux en fin t’abysmera / L’espoux sçavant en fin t’eslèvera ».
Antoine Héroët apparaît dans la « Querelle des Amies » avec la Parfaicte Amye, publiée en 1542. Divisée en trois parties, l’œuvre s’inscrit dans la lignée de celle de Fontaine afin de contrecarrer L’Amye de Court de La Borderie. Dans la première partie, il est question d’une femme qui a été contrainte au mariage avec un homme peu désirable, et qui donc cherche dans une relation extra-conjugale un réconfort dans l’amour de l’homme à laquelle elle était premièrement destinée :
Dames, oyez. Icy je suis contraincte

De convertir ma louange en complaincte.

Si par parens, par commune raison,

Si pour haulser l’honneur de ma maison,

A la merci d’ung maistre suis submise.
Le début de la Parfaicte Amye d’Héroët est une interaction, à l’instar de ce que fait Fontaine, avec L’Amie de Court de la Borderie. À ce titre, Ferdinand Gohin dit : « Le début rappelle en effet presque mot pour mot le début de L’Amie de Court ; dans le premier livre, Héroët reprend en détail les déclarations de « l’Amie de Court » en faisant honneur à son héroïne de sentiments tout opposés. La Parfaicte Amye affecte de ne pas nommer son ennemie ; cette marque de dédain lui semble imposée par le sentiment de sa dignité. Héroët donna à sa réplique la même forme que La Borderie avait donnée à son œuvre ».
Les textes de Fontaine et d’Héroët convergent tous deux contre celui de La Borderie. Cette convergence bien sûr se fait par des moyens différents et des styles différents : la Contr’Amye de Court démontre de la fluidité et limpidité du style poétique de Fontaine, style que lui-même revendique dans son idéologie de poésie pour tous. Les conceptions des deux auteurs, liées à la philosophie du néoplatonisme qui est filigrane de leurs œuvres respectives, regroupent par ailleurs de nombreuses similitudes.
Si La Borderie trouve un rival en la personne de Fontaine, l’auteur de la Contr’Amye de Court trouve lui aussi un nouvel adversaire dans ce débat : Paul Angier. Jeune poète âgé de dix-huit ans, il publie en effet une réponse à Fontaine, intitulée : Expérience de Mr. Paul Angier, Carentenois, contenant une briefve défense en la personne de l’Honneste Amant de Court contre la Contr’Amye. Cette intervention est considérée comme bien frêle, car Angier ne semble pas avoir compris les véritables enjeux de la dite querelle. Cependant, elle lui aura valu une réponse de Fontaine sans équivoque : « Tiltre d’honneur toy mesme t’es donné, / Qui n’es rien moins, en maint propos, qu’honneste ».
Bien que l’attribution de Brunet pose encore problème, « la Querelle des Amies » est aussi le moment du retour d’une figure dans un débat poétique que Fontaine connaît bien : Almanque Papillon. En effet, on lui attribue Le Nouvel Amour publié en 1543, dont les enjeux amoureux correspondent à l’objet de la querelle.
« La Querelle des Amies », d’abord concentrée autour de Paris, sera ensuite implantée dans la ville de Lyon par Étienne Dolet qui entreprend de réimprimer les textes la composant. Cette entreprise sera par la suite achevée par Jean de Tournes, qui en 1547, publie Les Opuscules d’Amour par Héroët, La Borderie, autres divins poëtes. Ce recueil regroupe l’intégralité des œuvres ayant fait la querelle, et en ajoute même certaines. La Contr’Amye de Court y figure donc naturellement.
Les querelles entre ces différents poètes, outre de constituer un échange poétique, permettent d’inscrire Charles Fontaine dans un réseau poétique lyonnais du XVIe siècle.

## Charles Fontaine et ses rapports à la Pléiade

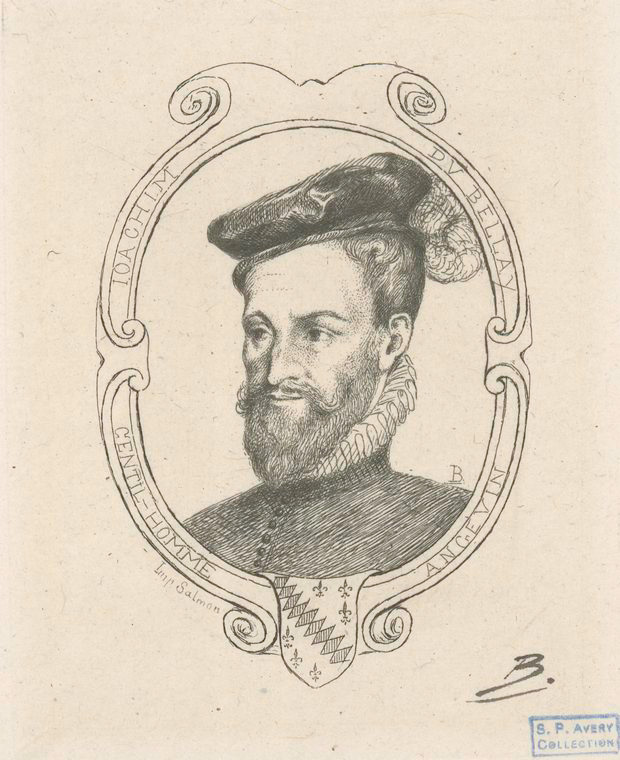
Portrait de Joachim du Bellay

Du Bellay, dans sa Défense et Illustration de la Langue Française, juge la langue française tout aussi capable d’exprimer de grandes idées que les formules latines, et il donne ainsi les moyens à employer afin d’enrichir cette langue française. Il fallait donc se séparer d’une esthétique prônée par des poètes comme Marot, ou Fontaine, jugée archaïque, mais aussi de formes poétiques qu’ils avaient utilisées, et les renouveler. Il s’agit donc de promouvoir et de rivaliser avec les modèles antiques par la langue française.
Horace et son Art poétique, que Du Bellay traduit, sera l’un de ces modèles antiques. Du Bellay se place donc sous l’autorité d’Horace, et revendiquant une poésie savante, reproche alors à des poètes comme Fontaine leur veine basse, il réduit ce dernier au rang de « rymeur » et non pas de poète.

«  O combien je désire voir sécher ces Printems » [Jean Le Blond], « châtier ces petites Jeunesses » [François Habert], « rabbattre ces Coups d'essay » [François Sagon], « tarir ces Fontaines » [Charles Fontaine], « bref, abolir tous ces beaux tiltres assez suffisans pour dégoûter tout lecteur scavant d'en lire d’avantaige ! […] soient renvoyés à la Table ronde : et ces belles petites devises aux gentilzhommes et damoyzelles, d'où on les a empruntées. »

Charles Fontaine va donc répliquer à cette attaque par la publication des Ruisseaux, titre humoristique semblant faire comprendre que les « fontaines » ne seront pas taries par les mots de Du Bellay. Ainsi, dans les Ruisseaux et dans son discours métapoétique, Charles Fontaine revendique un style simple, au contraire des préconisations de la Pléiade. Il veut faire savoir également sa légitimité poétique et son ancienneté sur la scène littéraire. L’attaque de Du Bellay porte aussi sur le fait que la poésie est réservée aux poètes seuls, au contraire de ces écrivains prolifiques publiant sans cesse leurs poèmes, il vise ici des poètes comme Fontaine.

« Les Medicins promettent ce, qui appartient aux Medicins, les Feuvres traictent ce, qui appartient aux Feuvres : mais nous ecrivons ordinairement des Poëmes autant les Indoctes, comme les Doctes. »

Fontaine approuve l’idée selon laquelle la poésie doit être réservé au poète, aussi fait-il directement référence à Horace dans Les Ruisseaux à l’Epitre II, 1, v. 114-117, d’Horace :
L’oyseau sans plume et foible, n’est si fol

De se jetter en l’air prenant son vol :

Nul ne se met à regir un navire,

Qui n’a aprins, et ne le sait conduire :

Qui n’est expert ne va sur mer ou terre,

Prendre l’estat de Capitaine en guerre :

Les medecins de medecine traitent :

Les charpentiers à charpenter s’arrestent :

Mais ignorans, et savans, nous voulons

Escrire en vers, et sans ailes volons,

Trop plus enflez que Cyclicus en vers.
De même, il fait référence à la lime horatienne qu’il pratique lui-même, c’est-à-dire, au travail que requiert le travail poétique sur les vers :
L’on fait assez comme Horace souhaitte

Du temps aux vers, pour une œuvre parfaicte :

En se plaignant de maint (non à bon heur)

Voulant gaigner devant le temps l’honneur :

Et refuyant le labeur de la lime,

Qui le beau vers, par neuf ou dix ans, lime.
Ainsi Fontaine répond à Du Bellay et revendique son attachement aux enseignements d’Horace. En effet, c’est bien en s’inspirant d’Horace qu’il refuse cette veine savante. Fontaine prône un style bas, il indique que le vers doit ressembler au poète, qu’il doit être en accord avec ses capacités, avec ce qu’il peut produire, et qu’en dépit de sa veine basse, son style est travaillé :
Et les vers doivent tousjours estre

Bien resemblables à leur maistre.
Horace l’indique lui-même : « Prenez, vous qui écrivez, un sujet égal à vos forces et pesez longuement ce que vos épaules refusent, ce qu’elles acceptent de porter. »
En outre, si Fontaine refuse le style haut et noble, c’est parce qu’il juge qu’il s’agit d’une poésie obscure qui ne trouverait pas de public. Il préfère être lu par tous et être accessible pour tous. Il revendique un style bas, simple, affiche son désir d’un style oral, d’un certain effet de naturel, de naïveté. En revendiquant une veine basse, Fontaine se situe directement dans les pas de Marot et guide son écriture selon les choix du public.
Cependant, comme la Pléiade le préconise, il intègre lui-aussi la mythologie dans sa poésie, participant ainsi à l’érudition de la littérature en langue française, en faisant référence à Phébus et le Mont Thessalien/Mont Parisien, en comparant Paris avec le rayonnement de la Grèce Antique.
De plus, Fontaine prône, à l’instar de Ronsard, une réciprocité poétique, qui permettrait de donner une place à chaque style :
Si comme toy Poëte estoye,

A toy comme toy j’escriroye :

Mais j’escri à toy comme moy :

Escri donc à moy comme toy.
En ce qui concerne la forme poétique, Du Bellay indique dans la préface de L'Olive, qu’il choisira comme modèle l’ode et le sonnet, forme savante et fixe, et reprend Fontaine pour ses formes poétiques. Fontaine adopte l’ode dans ses Ruisseaux, en lui conservant une veine marotique et en lui apportant un apport horatien. Son recueil contient des Odes, mais pas seulement, au contraire de Ronsard. Il possède une section consacrée aux élégies, aux épitres, le tout avec un style simple. Ainsi, il conçoit d’adopter la forme de l’ode, mais tout en conservant son originalité, puisqu’elles ressemblent davantage à des chansons. De même, en terminant son recueil avec des odelettes, il se présente en opposition avec la Pléiade en repoussant un style épique, quitte à ce que sa poésie soit facile et spontanée.
De plus, le premier texte de son recueil, comme une provocation, est un poème adressé à un roi mort depuis 8 ans, François Ier : « Au Roy, à qui l’Auteur adressoit une sienne traduction ». Fontaine, par cette référence, prouve non seulement son ancienneté sur la scène littéraire, mais aussi qu'il lui adresse une traduction, pratique pourtant condamnée par la Pléiade.
En 1555, Fontaine est donc à la mode, en conservant son esthétique et son éthique de simplicité. Il ne s’engouffre pas dans la voie ouverte par la Brigade, ne jure pas allégeance, mais s’y essaie. Il essaie de se renouveler dans ses pratiques poétiques, il évolue, et ne stagne pas comme semble le dire Du Bellay. Il n’est pas soumis aux évolutions mais les choisit en fonction de son esthétique. Il s’agit de la persistance et de la revendication d’un héritage : Il se place donc dans la veine de La Pléiade, même si dans Les Ruisseaux il conserve sa veine basse et son attachement à l’héritage et l’esthétique marotique.
Il cherche à concilier sa persona poétique telle qu’il l’a constituée depuis sa venue sur la scène poétique avec les innovations lexicales de son temps.

## Charles Fontaine, traducteur
L’art de la traduction est, au XVIe siècle, très lié au métier de poète. La Renaissance est en effet le moment où les textes anciens, grecs et latins, sont redécouverts en Europe, et ce depuis la chute de Constantinople et la fuite des érudits orientaux. Il s’agit donc d’un retour en force d’auteurs tels qu’Ovide, Aristote, Pindare qui ont été majoritairement oubliés à l’époque médiévale. Être traducteur est synonyme d’érudition. L’art de la traduction est par ailleurs, dans le champ littéraire, un objet à la mode. À ce sujet, Thomas Sébillet, théoricien de l’école marotique, dit dans son Art Poétique Françoys de 1548 : « La version ou traduction est aujourd’huy le poème le plus fréquent et mieus receu des estimés poètes et des doctes lecteurs, à cause que chacun d’eus estime de grand œuvre et de grand pris, rendre la pure et argentine invention des poètes dorée et enrichie notre langue ». Il est important de noter que la traduction fait l’objet de nombreux débats poétiques au cours de la Renaissance, notamment entre La Pléiade et ses opposants.

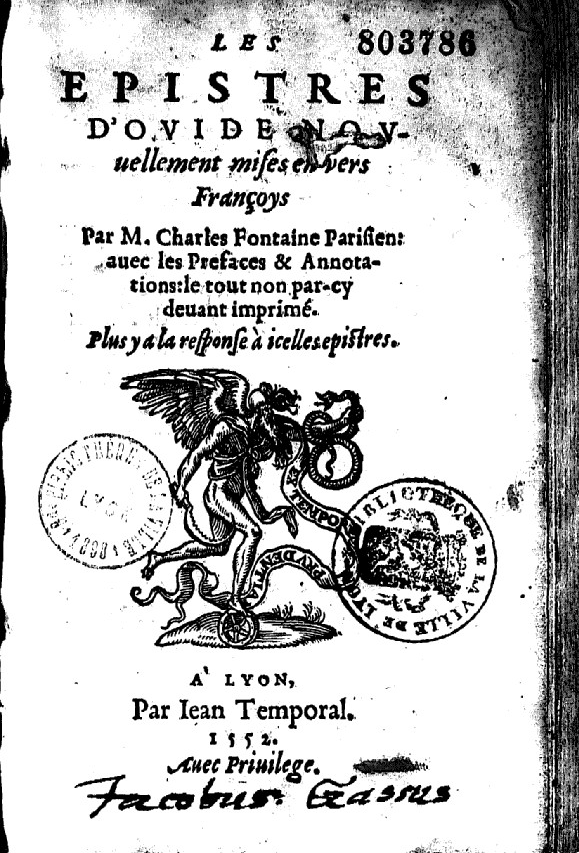
Les Epitres d'Ovide traduit par Charles Fontaine, publiées chez Jean Temporal, 1552.

La traduction est pour Fontaine un moyen de faire connaître les textes antiques, leurs beautés, aux méconnaisseurs du latin, tout en permettant une transmission d’une nouvelle morale. Il en dit lui-même dans l’Avertissement aux lecteurs de sa traduction des Héroïdes d’Ovide :
« Les mœurs pource qu’il n’y a personne tant adonnée et eschauffée en l’Amour Voluptueuse, qui n’en soit bien refroidie et destournée après qu’elle aura bien leu icy dedans, et bien considéré les peines et misères des amoureux […] et, pour la fin, les mauvaises issues avec désespoir, mal respondans à leur commencement tant joyeux et tant plein de grand espoir. »
Ou bien encore dans la préface des Remèdes d’Amour :
« Venez vers moy, et de moy aprenez : aprenez d’etre exemptz par celuy meme qui vous aprint comment il faut qu’on ayme. »
Se retrouve alors ici, par le travail de traduction, la volonté du poète de toucher avec son œuvre littéraire le plus large possible des publics, qui sortirait donc du cercle fermé des poètes autant que des « doctes lecteurs ». Ici apparaît donc une fonction didactique de l’art de la traduction chez Fontaine.
Il est aussi à noter que d’après les travaux de Marine Molins, le travail de traduction de Fontaine suit une influence amenée par les dédicataires de chaque texte traduit. Ainsi, Fontaine choisirait ses textes sources en fonction des goûts du mécène ou du dédicataire auprès duquel Fontaine veut plaire afin d’en obtenir sa protection. Mais aussi, la traduction de Fontaine s’adapterait aux goûts et besoins de ces dédicataires. L’art de la traduction chez Charles Fontaine est donc réfléchi et orienté, ce qui justifie cette adaptabilité et ces influences. Cette fois-ci, il apparaît ici la fonction courtisane de la traduction chez Fontaine.
Ce travail réflexif du poète dans ce domaine est lié à sa volonté de rendre une traduction dite « exacte », c’est-à-dire se rapprochant au plus près du texte originel tout en rendant compte de la poéticité de la langue française dans un souci d’anoblissement. D’après Marine Molins, « la traduction devra chercher à restituer, certes, la « robe » du texte (les mots), mais surtout le « corps » du texte (le sens) et sa « grâce naturelle » (l’âme), comme Fontaine le rappelle dans sa préface aux Remèdes d’Amour parus en 1555.
L’œuvre poétique de Fontaine est marquée en filigrane par une importante influence : celle d’Horace. Les traductions du poète antique sont à juste titre florissantes à la Renaissance, comme la première traduction de son Art Poétique par Jacques Peletier du Mans en 1541. Ce regain d’intérêt pour Horace est en étroits liens avec l’idéologie dégagée de son Art Poétique. En effet, comme pour Joachin du Bellay, qui « revendique une poésie savante », la figure d’Horace est représentative d’enjeux poétiques. Horace devient alors un argument afin de rejeter le modèle poétique de certains auteurs, comme Du Bellay le fait à propos de Fontaine dans La Deffence et Illustration de la Langue Françoyse, et ce à quoi répondra de lui-même en se servant du poète antique.
Aussi, il est nécessaire de rappeler une vérité concernant la fonction de traducteur de Fontaine. En 1551 paraît l’Art poëtique François, pour l’instruction des jeunes studieus, et encor peu avancez en la Poësie Françoise. Avec le Quintil Horatian sur la deffence et illustration de la langue françoise, à Lyon, chez Jean Temporal. Cette édition du Quintil Horatian, publiée de manière anonyme, a faussement été attribué à Charles Fontaine. Or, le Quintil, qui est une vive attaque contre le texte de Du Bellay et son idéologie poétique, est de Barthélémy Anneau.

## Œuvres
Les œuvres de Fontaine sont généralement signées de l’anagramme « Hante le Françoys ». Cette anagramme participe, par un jeu de mots, à faire tendre Fontaine pour un emploi de la langue française en poésie, dans un perpétuel souci de simplicité et de limpidité de son œuvre. Rappelons aussi que, Charles Fontaine est considéré comme étant l’auteur d’étrennes le plus prolifique de tout le XVIe siècle. En effet, le genre des étrennes est fortement présent dans différents de ses recueils.

### Manuscrits conservés
- Espitres, chantz royaux, ballades, rondeaulx et dixains faitz a l’honneur de Dieu, Manuscrit de la Vaticane, Reg. Lat., composé vers 1536
- Le premier livre de la predestination des sainctz composé par Sainct Augustin, BnF Manuscrits français, 13201, composé vers 1540

### Ouvrages individuels imprimés: compositions et traductions
- La Victoire et Triumphe d'Argent contre Cupidon Dieu d'Amour, naguierres vaincu dedans Paris, avec la response, Lyon, François Juste, 1537 (édition en ligne)
- La Contr'Amye de Court, Lyon, Sulpice Sabon, 1543 (édition en ligne)
- La Fontaine d'Amour, Lyon, Jean de Tournes, 1545 (édition en ligne)
- Epitome des trois premiers livres de Artemidorus, ancien autheur, traictant des songes. Nouvellement traduit par Maistre Charles Fontaine, Lyon, Jean de Tournes, 1545
- Estreinnes a certains seigneurs et dames de Lyon, Lyon, Jean de Tournes, 1546 (édition en ligne)
- Les Epistres d'Ovide, nouvellement mises en vers Françoys par maistre Charles Fontaine Parisien : Avec les Prefaces et Annotations : le tout non par-cy devant imprimé. Plus y a la response à icelles epistres, Lyon, Ph. Rollet pour Jean Temporal ou Eustace Barricat, 1552
- Epitome des cinq premiers livres de Artemidorus ancien autheur, traictant des Songes. Traduiz en François par Charles Fontaine. Plus un brief recueil de Valere Maxime, touchant certeins songes, Lyon, Jean de Tournes, 1555
- Les XXI. Epistres d'Ovide. Les dix premières traduites par Charles Fontaine Parisien : le reste est par lui revù, et augmenté de Prefaces. Les amours de Mars et Venus, et de Pluton vers Proserpine. Imitation d'Omere et d'Ovide, Lyon, Jean de Tournes et Guillaume Gazeau, 1556
- La Première partie du Promptuaire des medalles des plus renommees personnes qui ont esté depuis le commencement du monde : avec brieve description de leurs vies et faicts, recueillie de bons auteurs, Lyon, Guillaume Rouillé, 1553
- La Seconde partie du Promptuaire des medalles, commençant à la nativité de nostre Sauveur Jesus Christ, et continuant jusques au Treschretien Roy de rance Henri II. du nom, à present eureusement regnant, Lyon, Guillaume Rouillé, 1553
- Les Figures du Nouveau Testament, Lyon, Jean de Tournes, 1554 (édition en ligne) puis 1556 (et rééd.)
- Les Nouvelles et Antiques Merveilles, Paris, Le Noir, 1554 (édition en ligne)
- S’ensuyvent les Ruisseaux de Fontaine : œuvre contenant Epitres, Elegies, Chants divers, Epigrammes, Odes, et Estrenes pour cette presente année 1555. Par Charles Fontaine, Parisien. Plus y a un traité du passetemps des amis, avec un translat d’un livre d’Ovide, et de 28 Enigmes de Symposius, traduits, par ledict Fontaine, Lyon, Thibaud Payen, 1555 (édition en ligne)
- Odes, énigmes et épigrammes, Adressez pour estreines, Lyon, Jean Citoys, 1557 (édition en ligne)
- Ode de l'Antiquité et excellence de la ville de Lyon, composee par Charles Fontaine, Parisien, Lyon, Jean Citoys, 1557 (édition en ligne)
- Les Mimes de Publian, Ce sont certains Dicts graves et sentencieux, mis de Latin en François, et accordés avec plusieurs bons Auteurs : Ensemble Douze Paraboles, et six Enigmes : Par Charles Fontaine, Parisien, Lyon, Jean Citoys, 1557 (édition en ligne)
- Les Dicts des sept sages, Ensemble Plusieurs autres sentences Latines, extraites de divers, bons, et anciens Auteurs, avec leur exposicion Françoise, Par Charles Fontaine, Parisien, Lyon, Jean Citoys, 1557 (édition en ligne)
- Les Sentences du poete Ausone, sur les Ditcs des sept Sages. Odes, et autres compositions, pour inciter à la Vertu. Le tout nouvellement traduit et composé pour l'utilité d'un chacun, par M. Charles Fontaine Parisien, Lyon, Jean Brotot, 1558 (édition en ligne)
- La Salutation au Roy Charles IX, Lyon, Benoist Rigaud, 1564 (édition en ligne)
- Le Jardin d'Amour, Lyon, Benoist Rigaud, 1572

### Études citées
- Guillaume Colletet, Vie des poètes françois, essai de restitution, à la suite de l’incendie de la Bibliothèque du Louvre, par Léopold Pannier, librairie A. Franck, Paris, 1872.
- Joseph Desaurmeaux « Un poète parisien à Lyon au XVIe siècle, Charles Fontaine et son ode en l’honneur de Lyon », Revue du siècle, vol. iii (1889), P. 45.
- Ferdinand Gohin, Antoine Héroët, Œuvres Poétiques, Paris, 1909.
- (en) Caroline Ruutz-Rees (en), « Charles Fontaine’s Fontaine d’Amour and Sannazaro », Modern Language Notes, Baltimore, vol. 27,‎ mars 1912, p. 65-68.
- Abel Lefranc, Grands écrivains français de la Renaissance, Librairie Ancienne Honoré Champion, Paris, 1914.
- (en) Richmond Laurin Hawkins, Maistre Charles Fontaine Parisien, Cambridge, Harvard University Press, 1916 (repr. New York, Kraus repr. Corporation, 1966).
- Marine Molins, Charles Fontaine traducteur. Le poète et ses mécènes à la Renaissance, Genève, Droz, 2011.
- Élise Rajchenbach, « Une querelle poétique : la Querelle des dames parisiennes et des dames lyonnaises », Jean-Eudes Girot (éd.), La Poésie à la cour de François Ier, Presses Universitaires de Paris-Sorbonne, 2012.
- Jean-Charles Monferran, « Le Quintil horatian de… Charles Fontaine, histoire d’une fausse attribution et d’une intervention éditoriale », Charles Fontaine, un humaniste parisien à Lyon, éd. Guillaume de Sauza et Élise Rajchenbach, Genève, Droz, 2014, p. 187-200.
- Élise Rajchenbach et Guillaume De Sauza, Charles Fontaine, un humaniste parisien à Lyon, Genève, Droz, 2014
- Nina Mueggler, « L’Affaire Marot-Sagon : Du conflit personnel à la controverse collective ». RELIEF - Revue Électronique de Littérature Française, 2015, p. 7-21.
- Élise Rajchenbach, Mais devant tous est le Lyon marchant : construction littéraire d’un milieu éditorial et livres de poésie française à Lyon, Genève, Droz, 2016.
- Élise Rajchenbach, « Les Ruisseaux horatiens de Fontaine (1555) : une réponse à la Deffence et Illustration de la Langue Françoyse ? », À chacun son Horace, éd. N. Dauvois, M. Jourde et J.-C. Monferran, Paris, Champion, sous presse.

### Autres études
- Christine M. Scollen, chap. V: «The Elegies of Charles Fontaine», The Birth of the Elegy in France 1500-1550, Genève, Droz, 1967, p. 97-121.
- Marie-Thérèse Cuyx-Barnes, Étude de la Querelle des Amis [sic.] suivie d’une édition annotée de La contr’amye de court de Charles Fontaine, thèse dactylographiée, Florida State University, College of Arts and Sciences, 1974.
- (it) Raffaele Scalamandre, « Charles Fontaine: da Parigi a Lione », Il Rinascimento a Lione, Atti del Congresso Internazionale (Macerata, 6-11 Maggio 1985), vol. ii, a cura di Antonio Possenti e Giulia Mastrangelo, Edizioni dell’Ateneo, Roma, 1988, vol. 2, p. 907-924.
- Émile Roy, « Charles Fontaine et ses amis », Revue d’histoire littéraire, 1897, p. 412-422.
- Elsa Kammerer, « Grossesse, naissance et petite enfance sous le regard d’un poète de la Renaissance, Charles Fontaine », Naissances et enfantements en France à la Renaissance, sous la dir. de Nerina Clerici-Balmas, no  spécial de Plaisance. Rivista di letteratur francese moderna e contemporanea, no 14, Anno v, 2008, p. 29-48.
- Christine Pigne, « La contribution de Charles Fontaine aux Figures du Nouveau Testament : la poésie et l’image au service de la foi », Seizième Siècle, no 8, 2012, p. 303-326.
- Élise Rajchenbach, « Permanence et évolution lexicale dans Les Ruisseaux de Fontaine de Charles Fontaine (Lyon, 1555) », Vocabulaire et création poétique dans les jeunes années de la Pléiade (1547-1555), éd. Marie-Dominique Legrand, Paris, Champion, 2013, p. 263-278.
- Sophie Astier, « Note sur les exemplaires des éditions du XVIe siècle des œuvres de Charles Fontaine à la bibliothèque municipale de Lyon », Charles Fontaine, un humaniste parisien à Lyon, éd. Guillaume de Sauza et Élise Rajchenbach, Genève, Droz, 2014, p. 239-250.
- Guillaume de Sauza, « Tu desiras boire en ma fontaine »: les relations de Charles Fontaine et de Guillaume des Autels », Charles Fontaine, un humaniste parisien à Lyon, éd. Guillaume de Sauza et Élise Rajchenbach, Genève, Droz, 2014, p. 85-104.
- Jean-Marie Flamand, « Charles Fontaine, traducteur d’Artémidore (1546) », Charles Fontaine, un humaniste parisien à Lyon, éd. Guillaume de Sauza et Élise Rajchenbach, Genève, Droz, 2014, p. 31-54.
- Marie Madeleine Fontaine, « Les relations entre Charles Fontaine et Barthélemy Aneau et le débat du Quintil Horatian ou comment dater les premières œuvres de Du Bellay », Charles Fontaine, un humaniste parisien à Lyon, éd. Guillaume de Sauza et Élise Rajchenbach, Genève, Droz, 2014, p. 149-186.
- Elsa Kammerer, « La Salutation au roy Charles IX (1564 ?) », Charles Fontaine, un humaniste parisien à Lyon, éd. Guillaume de Sauza et Élise Rajchenbach, Genève, Droz, 2014, p. 219-237.
- Darius Krawczyk, « Les préceptes de la lecture « évangélique » dans la poésie religieuse de Charles Fontaine », Charles Fontaine, un humaniste parisien à Lyon, éd. Guillaume de Sauza et Élise Rajchenbach, Genève, Droz, 2014, p. 73-84.
- Marine Molins, «Mimes, sentences et énigmes à l’usage des enfants royaux. Traductions nouvelles de Charles Fontaine (1557-1558), Charles Fontaine, un humaniste parisien à Lyon, éd. Guillaume de Sauza et Élise Rajchenbach, Genève, Droz, 2014, p. 55-71.
- Anne-Pascale Pouey-Mounou, « Ô ma Flora, ô fleur en qui me fonde. Le lyrisme conjugal des Ruisseaux de Fontaine », Charles Fontaine, un humaniste parisien à Lyon, éd. Guillaume de Sauza et Élise Rajchenbach, Genève, Droz, 2014, p. 105-122.
- Élise Rajchenbach, « Charles Fontaine et ses imprimeurs-libraires », Les Poètes français de la Renaissance et leurs « libraires » : aspects historiques, juridiques et littéraires, éd. D. Bjaï et F. Rouget, Genève, Droz, 2015, p. 359-379.
- Élise Rajchenbach, « Pour en bon an le faire entrer / De la Fontaine aura la veine. » Poétique et politique de l’étrenne chez Charles Fontaine (1546-1557) » : « Étrennes, dons et cadeaux », dossier dirigé par Catherine Magnien-Simonin, Seizième Siècle 13, 2017, p. 243-267.

### Autres œuvres littéraires citées
- Clément Marot, Epître présentée à la Royne de Navarre par madame Isabeau et deux autres damoyselles habillées en amazones en une mommerie, 1534.
- François Sagon, Le Coup d’essay de Françoys de Sagon, secrétaire de l’abbé de Sainct Ebvroul, contenant la responce à deux épistres de Clément Marot retiré à Ferrare, l’une adressante au Roy très chrestien, l’autre à deux damoyselles seurs, 1536.
- Almanque Papillon, La Victoire et Triumphe d’Argent contre Cupidon, dieu d’amours, n’aguières vaincu dedans Paris, Paris, François Juste, 1537.
- Les Disciples et amis de de Marot contre Sagon, La Hueterie et leurs adherentz, œuvre collective, éditée par Jean Morin, 1537 (extraits en ligne).
- Les Opuscules d’Amour par Héroët, La Borderie, autres divins poëtes, œuvre collective, éditée par Jean de Tournes, Lyon, 1541.
- Bertrand de La Borderie, L’Amye de Court, Paris, Denis Janot, 1542.
- Antoine Heroet, La parfaicte amye, nouvellement composée par Antoine Héroet, dict la Maison neufve, avec plusieurs aultres compositions dudict autheur, Lyon, Pierre de Tours, 1542.
- Almanque Papillon, Le Nouvel amour inventé par le Seigneur Papillon. Item une Epistre en abhorrant folle Amour, par Clement Marot,... Item plusieurs dizains à ce propos de S. Marthe, Rouen, Nicolas de Burges, 1543.
- Thomas Sebillet, Art Poétique françoys pour l'instruction des jeunes studiens et encore peu avancez en la poésie françoyse, Paris, 1548.
- Joachim Du Bellay, La Deffence et Illustration de la Langue Françoyse, Paris, Angelier, 1549.
- Barthélémy Anneau, Quintil Horatian, Lyon, Jean Temporal, 1551.